# 下竹荘村
下竹荘村（しもたけのしょうそん / しもたけのしょうむら / しもたけしょうそん）は、岡山県上房郡にあった村。現在の加賀郡吉備中央町の一部にあたる。

## 地理
宇甘川の上中流域の竹荘盆地に位置していた。

## 歴史
- 1889年（明治22年）6月1日、町村制の施行により、上房郡黒土村、田土村、湯山村が合併して村制施行し、下竹荘村が発足[1][2]。旧村名を継承した黒土、田土、湯山の3大字を編成[2]。
- 1955年（昭和30年）2月1日、上房郡上竹荘村・豊野村・吉川村、吉備郡大和村と合併し賀陽町を新設して廃止された[1][2]。合併後、賀陽町大字黒土・田土・湯山となった[2]。

### 地名の由来
中世の多気荘にちなみ、それに下の字を付したもの。

## 産業
- 農業[3]